# Seaton (Devon)
Seaton – miasto w Wielkiej Brytanii, w Anglii w hrabstwie Devon nad kanałem La Manche, nad rzeką Axe. Popularna miejscowość wypoczynku letniego. Miasto znajduje się na zachodnim krańcu Wybrzeża Jurajskiego, na trasie szlaku turystycznego South West Coast Path. W 2001 roku miasto liczyło 8179 mieszkańców. Seaton jest wspomniana w Domesday Book (1086) jako Flueta/Fluta.

## Atrakcje turystyczne
- Wąskotorowy tramwaj (rozstaw torów 15 cali)  łączący miasto z Beer, Colyford i Colyton w sezonie letnim. Długość trasy wynosi 3 mile (ok 5 kilometrów). Linię wybudowano w roku 1949[3].
- Karnawał w okresie 24 - 30 sierpnia[4]

## Miasta partnerskie
- Thury-Harcourt